# Seth Egbert
Seth Egbert, nato Charles Sidney Baston (Londra, 1878 – Londra, 1944), è stato un attore e sceneggiatore inglese.

## Biografia
Fratello dell'attore Albert Egbert, negli anni dieci del Novecento girò insieme a lui numerose comiche dirette da W.P. Kellino, un regista specializzato in farse. 

## Filmografia

### Attore
- Yiddle on My Fiddle, regia di W.P. Kellino (1912)
- The Coster's Honeymoon, regia di W.P. Kellino (1912)
- Inkey and Co, regia di Ernest Lepard (1912)
- The Temperance Lecture, regia di Ernest Lepard (1913)
- Inkey and Co in Business, regia di Ernest Lepard (1913)
- Dodging the Landlord, regia di Ernest Lepard (1913)
- Inkey and Co: Glad Eye, regia di Ernest Lepard (1913)
- The Happy Dustmen, regia di W.P. Kellino (1913)
- The Dustmen's Holiday, regia di W.P. Kellino (1913)
- The Happy Dustmen Play Golf, regia di W.P. Kellino (1914)
- Nobby's Ju-Jitsu Experiments, regia di W.P. Kellino (1914)
- Spy Catchers, regia di W.P. Kellino (1914)
- The Happy Dustmen's Christmas, regia di W.P. Kellino (1914)
- Grand Christmas Harlequinade, regia di W.P. Kellino (1914)
- Potted Pantomimes, regia di W.P. Kellino (1914)
- Bill's Monicker, regia di W.P. Kellino (1915)
- Potty's Wedding Day (1915)
- Hushabye Baby (1915)
- The Dustman's Nightmare, regia di W.P. Kellino (1915)
- The Dustman's Wedding, regia di W.P. Kellino (1916)
- The Dustmen's Outing, regia di W.P. Kellino (1916)
- Further Adventures of a Flag Officer, regia di W.P. Kellino (1927)
- Hot Heir
- Bull Rushes
- The Temperance Fete

### Sceneggiatore
- Inkey and Co, regia di Ernest Lepard (1912)
- The Temperance Lecture, regia di Ernest Lepard (1913)
- Inkey and Co in Business, regia di Ernest Lepard (1913)
- Dodging the Landlord, regia di Ernest Lepard (1913)
- Inkey and Co: Glad Eye, regia di Ernest Lepard (1913)
- The Happy Dustmen, regia di W.P. Kellino (1913)
- The Dustman's Nightmare, regia di W.P. Kellino (1915)
- The Dustmen's Outing, regia di W.P. Kellino (1916)